# Chonsu (Monat)
Chonsu bezeichnete im ägyptischen Kalender die Ernte-Periode und den zweiten Monat der Jahreszeit Schemu. Von der prädynastischen Zeit bis zum Ende des Mittleren Reiches repräsentierte Chonsu als ursprünglich zehnter Monat des Sothis-Kalenders die Zeitspanne von Anfang März bis Anfang April.

## Hintergrund

### Lage im Kalender
Alan Gardiner wie auch Richard Anthony Parker vermuten, dass Chonsu im Laufe der Kalendergeschichte die Jahresform wechselte, weshalb sich Chonsu spätestens ab dem Neuen Reich auf den neunten Monat verschob. 
Im Ebers-Kalender um 1517 v. Chr. lag Chonsu auf dem vierten Peret-Monat und datierte vom 16. März bis 14. April (Elephantine) beziehungsweise vom 21. März bis 19. April (Memphis).  
Der Name des zweiten Schemu-Monats änderte sich später in Payni.

### Beginn der Flachs- und Ende der Gerstenernte
Der im Neuen Reich genannte Mondkalendermonat Pachon ist aus den Aufzeichnungen der 12. Dynastie als Monat Chonsu für die beginnende Flachsernte mehrfach belegt und im Verwaltungskalender mit den ersten Arbeiten des Ausklaubens für den damaligen vierten Achetmonat (Februar/Anfang März) angesetzt. Das Ende der Gerstenernte lag gemäß der Aufzeichnungen im Sonnenheiligtum des Niuserre am Ende des Monats März.